# BYE
『BYE』(バイ)は、L⇔Rの8枚目のシングル。1995年10月20日にポニーキャニオンより発売された。

## 概要
- 大ヒットシングルとなった前作「KNOCKIN' ON YOUR DOOR」から約5ヶ月ぶりのシングル。
- ノンタイアップながらオリコン初登場６位となり、前作『KNOCKIN' ON YOUR DOOR』、前々作『HELLO, IT'S ME』に次ぐヒットとなった。

## 収録曲
全作詞・作曲:黒沢健一
1. BYE (4:02)
2. CHINESE SURFIN’ (3:12)

## 収録アルバム
- Let me Roll it! (#1)
- Singles&More Vol.2 (#1)
- プラチナムベスト L⇔R (#1)